# Derbesiaceae
Derbesiaceae es una familia de algas, perteneciente al orden Bryopsidales.

## Géneros
- Derbesia
- Pedobesia